# ميدور
الشرق الأوسط لتكرير البترول «ميدور» (بالإنجليزية: MIDOR - Middle East Oil Refinery)‏ هي شركة مساهمة حكومية مصرية، وإحدى شركات قطاع البترول المصري، أنشأت بموجب القرار الوزاري رقم 323 لسنة 1994 بنظام المناطق الحرة العامة وفقاً لأحكام قانون الإستثمار رقم 230 لسنة 1989 ولائحته التنفيذية والمعدل بقانون ضمانات وحوافز الإستثمار رقم 8 لسنة 1997 كشركة مساهمة مصرية، بهدف القيام بمزاولة نشاط مصفاة لتكرير البترول الخام وإنتاج منتجات بترولية عالية الجودة للأسواق المحلية والعالمية، وبصدور القانون رقم 114 لسنة 2008 تحولت الشركة للعمل بنظام الإستثمار الداخلي. وتقوم الشركة بتسويق منتجاتها بالسوق المحلى وأوروبا والولايات المتحدة والكثير من الدول العربية والإفريقية.

## معامل االشركة
يتميز تصميم وحدات معمل ميدور بالقدرة على تكرير أنواع مختلفة من الخامات وخلائطها حيث تقوم إستراتيجية ميدور على الإستغلال الأمثل للإمكانيات التشغيلية العالية والقدرات التكنولوجية المتعددة لوحدات المعمل من أجل تعظيم اقتصاديات التشغيل لتحقيق أقصى ربحية وإنتاج منتجات عالية الجودة بمواصفات عالمية مع ضمان المحافظة على البيئة.
- الطاقة التكريرية التصميمية: 100,000 برميل / يوم.
- بلغت استثمارات معمل ميدور حوالي 1.4 مليار دولار أمريكي.
- أقيمت مصفاة ميدور علي حوالي 500 فدان داخل المنطقة الحرة بالعامرية غرب مدينة الإسكندرية علي 5 مستويات مستغلاً الطبيعة الطبوغرافية للموقع.
- مصفاة ميدور هي أحد أوائل مصافي التكرير في الشرق الأوسط التي صممت لتواكب المعايير العالمية لمواصفات المنتجات وكذا المعايير البيئية الخاصة بمعالجة المخلفات.

## أهداف الشركة
- تحقيق أعلى ربح من خلال تكرير أنواع مختلفة من الزيت الخام بمرونة عالية تتفق مع متطلبات السوق المتقلبة.
- تنفيذ سياسة متزنة من التجديد والتنمية.
- تأكيد الكفاءة من خلال أداء متميز رفيع.
- توفير العملة الأجنبية المطلوبة لتمويل خطط التنمية الاقتصادية عن طريق تصدير منتجات بترولية حيوية.
- العمل على الاحتفاظ بالتميز كمعمل تكرير رائد.

## المساهمين
- الهيئة المصرية العامة للبترول: 78٪
- شركة المشروعات البترولية والاستشارات الفنية (بتروجيت): 10٪
- الشركة الهندسية للصناعات البترولية والكيماوية (إنبى): 10٪
- بنك قناة السويس: 2٪.[1]

## رؤساء الشركة
- عمرو لطفي.
- صلاح جابر.
- سيد الراوي.
- جمال القرعيش.
- إيهاب عبد العال زهرة.
- محمد عبد العزيز.
- علي فضة.
- مدحت يوسف.
- محمود نظيم.[2]

## وصلات خارجية
- موقع وزارة البترول والثروة المعدنية
- موقع الهيئة المصرية العامة للبترول
- موقع شركة ميدور